# Ladislao Kubala
Ladislao Kubala Stecz (cz. Ladislav Kubala Steč, węg. László Kubala Stecs, ur. 10 czerwca 1927 w Budapeszcie, zm. 17 maja 2002 w Barcelonie) – węgierski piłkarz słowackiego pochodzenia występujący na pozycji napastnika,  reprezentant Czechosłowacji (1946–1947), Węgier (1948) i Hiszpanii (1953–1961), trener piłkarski.

## Kariera
Karierę piłkarską rozpoczynał w drużynie Ganz TE z Budapesztu. Następnie, w wieku 17 lat, przeszedł do Ferencvárosi TC. Potem wyjechał na Słowację, gdzie grał w Slovanie Bratysława. W latach 1946–1947 6 razy zagrał w reprezentacji Czechosłowacji, strzelając 4 gole. W 1948 roku powrócił do ojczyzny, gdzie reprezentował barwy Vasasu. W tym roku wystąpił 3 razy w reprezentacji Węgier. Rok później uciekł do Włoch, gdzie próbował sił najpierw w zespole Pro Patria, później zaś w AC Milan. W tym samym roku węgierska federacja piłkarska zdyskwalifikowała go na rok za zerwanie kontraktu i ucieczkę z kraju. Przeniósł się do Hiszpanii, gdzie został graczem klubu FC Barcelona, który poprzez federację piłkarską przeciwstawił się nałożonej na niego dyskwalifikacji. W katalońskiej drużynie strzelił 194 bramki w 329 oficjalnych spotkaniach. Już w pierwszym sezonie w nowej drużynie Kubala, zdobywając 27 bramek, został wicekrólem strzelców. Więcej o jedną bramkę miał Pahiño, gracz Realu Madryt. Dwa lata później Kubala został jednak królem strzelców ligi, wyprzedził innego gracza Realu Madryt, Alfredo Di Stéfano. W październiku 1953 roku Kubala zagrał w meczu reprezentacji świata z Anglią (4:4), w którym zdobył dwie bramki. W latach 1953–1961 rozegrał 19 spotkań w reprezentacji Hiszpanii, strzelając 11 bramek.
W latach 1969–1980 trenował reprezentację Hiszpanii. Dwukrotnie jako piłkarz grał przeciwko Polsce: w 1947 roku jako reprezentant Czechosłowacji (6:3 w Pradze, strzelił dwie bramki) i w 1959 roku jako reprezentant Hiszpanii (3:0 w Madrycie). Jego ojciec był pół Polakiem, pół Słowakiem.

## Życie prywatne
Jego ojciec Pál Kubala Kurjas był członkiem słowackiej mniejszości etnicznej zamieszkującej Węgry. Jego matka Anna Stecz była Węgierką polsko-słowackiego pochodzenia. Jego teściem był Ferdinand Daučík.

## Sukcesy

### Jako piłkarz
FC Barcelona
- Mistrzostwo Hiszpanii: 1952, 1953, 1959, 1960
- Puchar Króla: 1951, 1952, 1953, 1957, 1959
- Puchar Miast Targowych: 1958, 1960
- Puchar Łaciński: 1952
- Copa Eva Duarte: 1952, 1953

### Jako trener
CD Málaga
- Awans do Primera División: 1988